# 波南扎 (阿肯色州)
波南扎（英語：Bonanza）是一個位於美國阿肯色州錫巴斯琴縣的城市。

## 地理
波南扎的座標為35°14′16″N 94°25′44″W / 35.23778°N 94.42889°W，而該地的平均海拔高度為167米（即548英尺）。

## 人口
根據2020年美國人口普查的數據，波南扎的面積為7.27平方千米，當中陸地面積為7.22平方千米，而水域面積為0.05平方千米。當地共有人口587人，而人口密度為每平方千米81人。